# Virus hepatitidy B
Virus hepatitidy B, zkracován jako HBV (z anglického Hepatitis B virus) je virus z rodu Orthohepadnavirus, který je součástí čeledi hepadnavirů. HBV virus je původcem hepatitidy B, může však vést i k cirhóze jater nebo hepatocelulárnímu karcinomu.
Virus hepatitidy B má kruhový genom tvořený částečně dvojitě propletenou DNA. Viry se replikují přes RNA střední formu reverzní transkripce a v tomto ohledu jsou podobné retrovirům. Přestože replikace probíhá v játrech, virus se šíří do krve, kde se u infikovaných pacientů nacházejí virus-specifické proteiny a jejich odpovídající protilátky. K diagnostikování hepatitidy B se používají krevní testy na tyto proteiny a protilátky.
Za odhalení viru hepatitidy B a později také vývoj patřičných diagnostických testů a vakcíny byla v roce 1976 udělena Nobelova cena za fyziologii a medicínu americkému lékaři Baruchu Samuelovi Blumbergovi.